# Rio Endimari
Rio Endimari är en flod i Brasilien  belägen i delstaten Amazonas, i den västra delen av landet, 2 100 km väster om huvudstaden Brasília.
I omgivningen kring Rio Endimari växer huvudsakligen städsegrön lövskog, och området är nära nog obefolkad, med mindre än två invånare per kvadratkilometer.